# SM U-28 (1913)
SM U-28 – niemiecki okręt podwodny typu U-27 zbudowany w  Kaiserliche Werft Gdańsk, Gdańsk w latach 1912-1914. Wodowany 30 sierpnia 1913 roku, wszedł do służby w Cesarskiej Marynarce Wojennej 26 czerwca 1914 roku, a jego dowódcą został kapitan Freiherr Georg-Günther von Forstner. U-28 w czasie pięciu patroli zatopił 40 statków nieprzyjaciela o łącznej wyporności 90,175 GRT. 1 sierpnia 1914 roku został przydzielony do IV Flotylli. 
Pierwszym zatopionym statkiem przez U-28 pod dowództwem kapitana Forstnera był brytyjski parowiec Leeuwarden o wyporności 990 GRT. 17 marca 1915 roku Leeuwarder został zatrzymany i zatopiony około 4 mil od Maas LV u wejścia do kanału Nieuwe Waterweg w okolicach Hoek van Holland. 18 marca U-28 zajął dwa holenderskie statki parowe Batavier V (1569 GRT) oraz Zaanstrom (1657 GRT).
30 lipca 1915 roku 9 mil na południowy zachód od Fastnet Rock U-28 zaatakował i zatopił brytyjski parowiec SS Iberian o wyporności 5,223 GRT, który płynął z ładunkiem z Manchesteru do Bostonu. Statek zatonął i po około 25 sekundach od zniknięcia pod powierzchnią nastąpił silny wybuch, w wyniku którego części okrętu zostały wyrzucone w powietrze. Razem z nimi, kapitan Forster oraz sześciu innych członków załogi, głównie oficerów, zauważyło nieznane zwierzę opisane jaki "gigantic aquatic animal" przypominające krokodyla, którego długość szacowali na około 20 m. Zdarzenie to Forstner opisał we wspomnieniach The Journal Of Submarine Commander Von ForstnerR wydanych w Wielkiej Brytanii w 1917 roku
2 września 1917 roku, czasie patrolu bojowego na Morzu Norweskim, około 85 mil od Przylądka Północnego U-28 zatonął w wyniku eksplozji materiałów wybuchowych transportowanych na zatopionym przez niego brytyjskim statku parowym Olive Branch. W wyniku zatonięcia okrętu cała załoga poniosła śmierć.